# Бијели Поток
Бијели Поток је заселак на подручју насељеног мјеста Дебељаци, Град Бања Лука, Република Српска, БиХ.

## Географија
На обронцима брда Понир у близини Бијелог Потока се налази пећина Мишарица.

## Споменик
У Бијелом Потоку се налази споменик подугнут Србима које су убиле усташе на Васкрс 4. априла 1942. године. Споменик је откривен и освештан 2002. године.

## Историја
У Бијелом Потоку су на Васкрс 4. априла 1942. године усташе из Дебељака извршиле покоњ српског становништва. На тај дан је убијено 54 Срба доби од једне до више од осамдесет година. До сада су утврђена имена 54 жртве, што није коначан број страдалих.

## Удружење
На иницијативу Бранка Милинковића и уз велико ангажовање Рајка Миљевића у Бијелом Потоку је основано Удружења породица, потомака и поштовалаца жртава усташког терора 1941—1945. „Бијели Поток“. Удружење се бави истраживањем усташког злочина који се десио у Бијелом Потоку, те иницијативом за отварање спомен-комплекса посвећеног страдањима Срба у Другом свјетском рату на ширем подручју.

## Презимена
Најчешћа српска презимена у Бијелом Потоку су: Милинковић, Ћурлић, Адамовић и друга.